# فربيون أرومي
الفربيون الأرومي أو الحلاب الأرومي أو الفربيون المذنب (باللاتينية: Euphorbia caudiculosa) نوع نباتي يتبع جنس الفربيون من الفصيلة اللبنية.
النبات سام كبقية أنواع الفربيون.[محل شك]

## الموئل والانتشار
ينتشر في بلاد الشام.

## مرادفات للاسم العلمي
- (باللاتينية: Tithymalus caudiculosus (Boiss.) Prokh.)